# Карри, Дези
Дезмонд «Дези» Карри (англ. Desmond "Desi" Curry; род. 19 сентября 1950, Белфаст, Северная Ирландия) — североирландский футбольный тренер и функционер.

## Биография
Получил диплом тренера в Стенмиллском университете. Работал с юниорскими сборными Северной Ирландии. В августе 2013 года покинул их после назначения на пост технического директора Ирландской футбольной ассоциации. Позднее Карри являлся консультантом ФИФА и УЕФА. В это время ему удалось получить тренерскую лицензию категории PRO.
В январе 2017 года североирландец занял должность технического директора Футбольной ассоциации Гибралтара. В феврале 2018 года Дези Карри временно возглавил сборную Гибралтара после ухода с этого поста британца Джеффа Вуда. Под его руководством «пятьдесят четвёртые» 25 марта провели товарищескую встречу против Латвии, в которой одержали историческую победу (1:0). Она стала для гибралтарцев первой, которую они добыли на своем поле.
Некоторое время специалист работал с юниорской сборной Гибралтара. В 2022 году он вернулся на родину, став генеральным менеджером клуба «Гленторан».